# Geschichte der Juden in Braunschweig

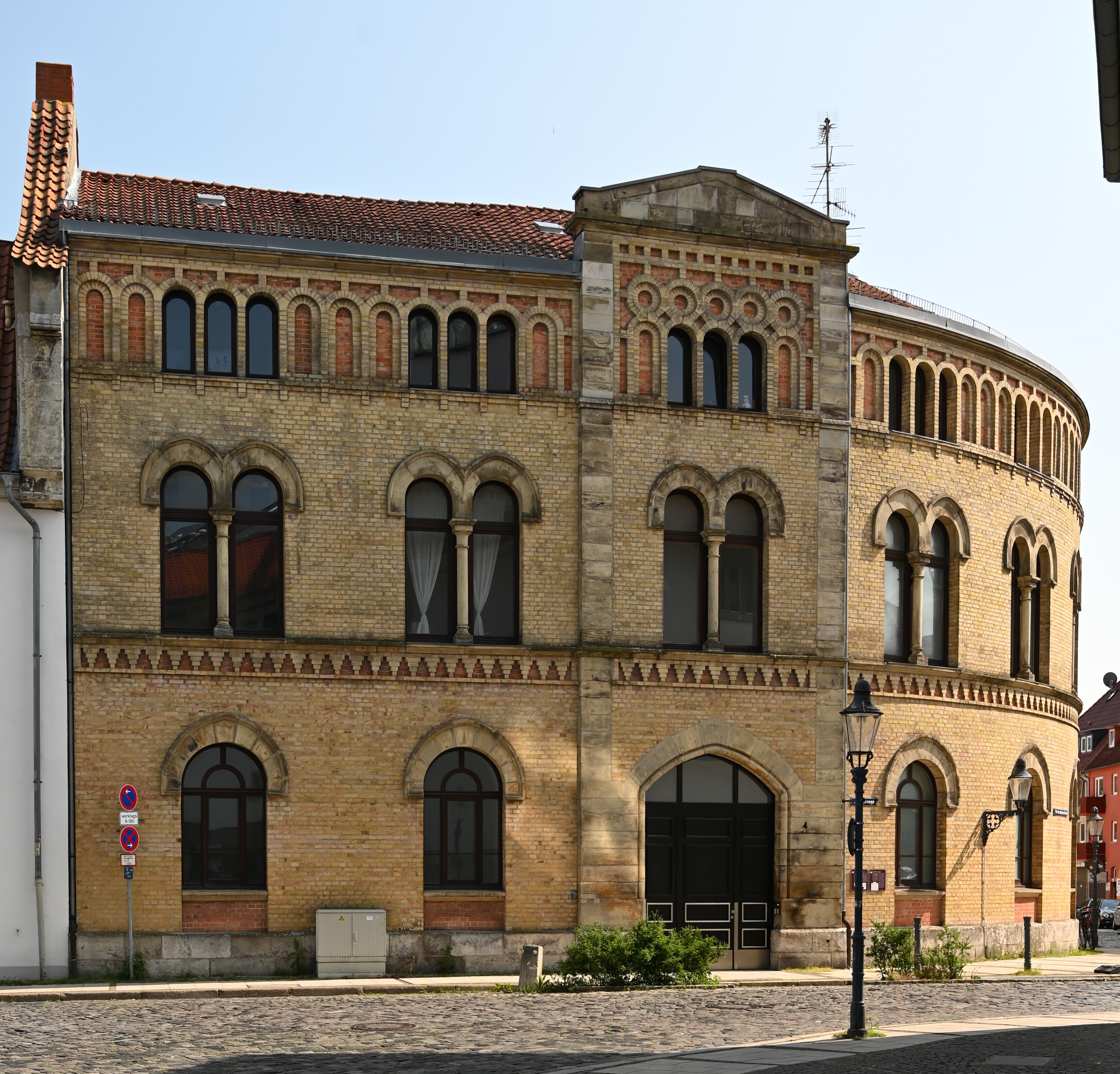
Das jüdische Gemeindehaus in der Steinstraße. In seinem Innenhof befindet sich seit Dezember 2006 die neue Braunschweiger Synagoge.

Die Geschichte der Juden in Braunschweig begann im Jahre 1282. Nach der Vertreibung 1546 bildete sich erst im 18. Jahrhundert wieder eine jüdische Gemeinde in der Stadt. Aus dieser gingen in der Zeit bis 1933 unter anderem bedeutende Gelehrte und Unternehmer hervor. Während der Zeit des Nationalsozialismus wurden mindestens 196 Braunschweiger Juden Opfer des Holocaust. Die neue Jüdische Gemeinde entstand 1946 und zählte 2020 265 Mitglieder.

## Geschichte

### Mittelalter
Der erste Jude in der Stadt Braunschweig ist für das Jahr 1282 urkundlich nachgewiesen. Ab 1296 standen Juden unter dem Schutz Herzog Albrechts, wofür sie Schutzgelder entrichteten. Im Jahr 1320 sind 22 hauszinszahlende jüdische Familien, eine jüdische Schule und ein Fleischscharren in der Jodhen strate, der heutigen Jöddenstraße, im Weichbild Neustadt, neben dem Neustadtrathaus urkundlich genannt. Die Herkunft dieser Familien lässt sich aus den Namen erschließen: Helmstedt, Magdeburg, Goslar, Hildesheim, Prenzlau, Stendal und Meißen. Jede Familie zahlte dem Rat der Neustadt einen Zins für die überlassenen Wohnungen. Am 15. Mai 1345 gewährte Herzog Magnus dem Juden Jordan von Helmstedt und dessen Erben befriedeten Aufenthalt in der Stadt und setzte ihre zu Michaelis und Ostern fälligen Zinszahlungen fest. In einer Urkunde vom 6. Dezember 1346 nahm der Herzog die Juden unter seinen Schutz. Die gerichtliche Zuständigkeit wurde am 23. März 1349 geregelt. Neben den Schutzgeldern an den Herzog oder die Stadt hatten die Juden als „des Kaisers und des Reiches Kammerknechte“ auch an den Kaiser Zahlungen in Form des „goldenen Opferpfennigs“ oder „Kronengeldes“ (aurum coronarium) zu entrichten. Die Erhebung dieser Gelder übertrug König Ruprecht 1403 an die Braunschweiger Herzöge.
Die Juden siedelten hauptsächlich im nördlichen Teil der Altstadt und in der Neustadt in der Nähe der Märkte, wobei ihre Wohnquartiere durch Tore von der umliegenden Stadt abgetrennt waren. Ihre Haupterwerbsquelle waren Geldverleih und Pfandgeschäfte, da einerseits die christlichen Kaufleute dem Zinsverbot unterworfen waren und andererseits die christlichen Zünfte keine Juden zuließen. Beispiel für eine überregional tätige Unternehmerpersönlichkeit ist der aus Halle stammende und seit den 1450er Jahren in Braunschweig tätige Israhel von Halle († um 1480). Er verlieh Geld an Erzbischöfe, Adlige und Städte und stand in Prozessangelegenheiten unter dem Schutz des Braunschweiger Rates.

#### Antijudaismus im Mittelalter
Im Zuge der großen Pest von 1350 kam es in Braunschweig zu Pogromen gegen Juden als vermeintlichen „Brunnenvergiftern“. Die Ausschreitungen forderten etwa 100 Opfer, wodurch die Zahl der jüdischen Bevölkerung auf 50 Personen sank. Seit 1435 war das Tragen einer besonderen Judentracht vorgeschrieben. Weitere Anfeindungen fanden ihren Ausdruck in Anschuldigungen des Jahres 1437 wegen eines vermeintlichen Ritualmords, worauf es zur Verbrennung zweier Juden kam. Im Jahre 1510 wurde die jüdische Bevölkerung Braunschweigs aufgrund des Vorwurfs der Hostienschändung in Haft genommen. Ihnen wurde die Beteiligung an einem Vergehen märkischer Juden vorgeworfen. Während diese nach einem Prozess in Berlin Opfer einer Massenverbrennung wurden, ließ man die Braunschweiger Juden frei und vertrieb sie kurz darauf.

### Vertreibung 1546
In der seit 1528 lutherischen Stadt waren mehrere Gilden seit 1530 bestrebt, die Juden auszuweisen. Nach judenfeindlichen Übergriffen 1543 und 1545 ordnete der Rat der Stadt Braunschweig im Jahr 1546 im Zuge der Reformation eine religiös motivierte Vertreibung der Juden an, teils unter Berufung auf Luthers Judenschriften. Nach der protestantischen Stadt erließ 1557 auch der katholische Landesherr Herzog Heinrich der Jüngere eine Ausweisungsverordnung für das umgebende Fürstentum Braunschweig-Wolfenbüttel, nachdem sein welfischer Vetter Erich II. bereits 1553 die Juden aus dem von ihm regierten Fürstentum Calenberg vertrieben hatte. Aus wirtschaftlichen Gründen erteilte jedoch der lutherische Herzog Julius († 1589), der Sohn Heinrichs des Jüngeren, den Juden im Sommer 1578 Geleit. Daraufhin siedelten diese sich vor den Toren der dagegen protestierenden Stadt im Dorf Melverode an. Im Zuge einer landesherrlichen „Peuplierungspolitik“ ließ der Herzog für die kapitalkräftigen Neubürger zwölf Doppelhäuser für ungefähr 100 Personen errichten. Südwestlich von Melverode entstand 1584 der erste nachweisbare jüdische Friedhof Braunschweigs. Julius’ Nachfolger Herzog Heinrich Julius († 1613) hob die Rechte wieder auf und verwies die Juden am 6. Januar 1590 erneut.
Vereinzelte Juden, die sich bis zum Ende des 17. Jahrhunderts in Stadt und Land Braunschweig aufhielten, besaßen keinen Rechtsschutz. Dieser wurde ihnen lediglich während der zweimal jährlich stattfindenden Braunschweiger Messen gewährt. Eine bekannte Besucherin dieser Messen war die durch ihre Autobiografie bekannt gewordene jüdische Kauffrau Glückel von Hameln.

### Neugründung der jüdischen Gemeinde 1707
Der aus Halberstadt stammende Alexander David (1687–1765) kam 1707 nach Braunschweig, wo er als Kammeragent unter dem Schutz Herzog Anton Ulrichs († 1714) und dessen Nachfolger August Wilhelm († 1731) stand. Um den herzoglichen Bankier und privilegierten Hofjuden entstand die neuere jüdische Gemeinde. In seinem Wohn- und Geschäftshaus am Kohlmarkt 16 besaß David einen Betraum, den er sich auf Fürsprache des Pastors von St. Martini vom Rat genehmigen ließ. David erwarb das benachbarte Haus Kohlmarkt 12 zur späteren Einrichtung einer Synagoge, die zu seinen Lebzeiten vom Rat nicht genehmigt wurde. Bei seinem Tod besaß die 30 Familien zählende jüdische Gemeinde weder eine Synagoge noch einen eigenen Friedhof. David wurde in seinem Geburtsort Halberstadt beerdigt, wo damals eine der größten jüdischen Gemeinden Europas bestand. Sein Nachfolger als herzoglicher Kammeragent wurde 1782 der aus Wolfenbüttel stammende Bankier Herz Samson (1738–1794), dessen Großvater Marcus Gumpel Moses Fulda (1660–1733) die dortige jüdische Gemeinde neu gegründet hatte. Herz Samson unterstützte durch sein finanzielles Geschick Herzog Karl Wilhelm Ferdinand († 1806) bei der Abwendung des drohenden Staatsbankrotts. Dieser von der Aufklärung beeinflusste Herrscher, der unter anderem mit dem jüdischen Philosophen Moses Mendelssohn bekannt war, hob in seinem Herzogtum veraltete diskriminierende Bestimmungen wie den Judeneid oder den Leibzoll auf, wobei jedoch noch keine volle Gleichberechtigung hergestellt wurde. Während seiner Herrschaft konnte die jüdische Gemeinde eine Synagoge im Hof des Hauses Kohlmarkt 12 einrichten. Im Jahre 1797 wurde der Rat durch Herzog Karl Wilhelm Ferdinand zu der Zustimmung zur Einrichtung eines jüdischen Friedhofs in der Stadt gedrängt.

### Jüdische Emanzipation im Königreich Westphalen
Während der napoleonischen Besatzung zwischen 1807 und 1813 war das ehemalige Herzogtums Braunschweig-Lüneburg als „Département Oker“ Teil des neu entstandenen Königreiches Westphalen. Dieses wurde von König Jérôme Bonaparte, einem Bruder Napoleon Bonapartes, regiert. Juden besaßen in diesem Königreich das volle Bürgerrecht. Jérôme Bonaparte bestimmte am 27. Januar 1808 in einem Dekret, dass „… unsere Untertanen, welche der Mosaischen Religion zugetan sind, […] in unseren Staaten dieselben Rechte und Freiheiten genießen [sollen] wie Unsere übrigen Untertanen.“
Bedeutenden Einfluss auf die Entwicklung der jüdischen Gemeinden in Stadt und Land Braunschweig hatte zu dieser Zeit der aus Halberstadt stammende Bankkaufmann Israel Jacobson (1768–1828), der Schwiegersohn des herzoglichen Kammeragenten Herz Samson. Der Vertreter eines liberalen Judentums gründete ein Handelshaus in Braunschweig, dessen Bürgerrecht er 1804 erhielt, und war für den Braunschweiger sowie mehrere andere deutsche Höfe tätig. 1801 eröffnete er mit herzoglicher Genehmigung in Seesen eine jüdische Reformschule, die ab 1805 einen überkonfessionellen Status besaß. Von 1807 bis 1813 war er Lieferant der napoleonischen Armee und Finanzberater König Jérômes, dem er hohe Staatsanleihen gewährte. In Kassel, Regierungssitz des Königreichs Westphalen, wirkte Jacobson als Präsident des Konsistoriums der Israeliten. Er setzte einerseits die rechtliche Gleichstellung der Juden im Königreich Westphalen durch und stand andererseits an der Spitze einer innerjüdischen Reformbewegung.
Jacobsons Ziel war die Reform des jüdischen Gottesdienstes und Gemeindelebens. In Anlehnung an den protestantischen Gottesdienst sollte dieser musikalisch von einer Orgel begleitet und die Predigt in deutscher Sprache gehalten werden. Es sollte eine Konfirmation nach protestantischem Vorbild eingeführt werden. Gegen den Widerstand aus konservativen jüdischen Kreisen weihte er 1810 in Seesen eine Reformsynagoge ein, in der er als Landesrabbiner in der Amtstracht eines protestantischen Geistlichen die erste Predigt hielt. Nach dem Sturz Napoleons ging Jacobson nach Berlin, wo er weiter als Reformer wirkte. Auf Jacobsons Vorschlag war 1809 der wiederum aus Halberstadt stammende Samuel Levi Egers (1769–1842) als Rabbiner nach Braunschweig berufen worden. Er predigte in deutscher Sprache, war den Reformbewegungen gegenüber jedoch kritisch eingestellt. Von 1827 bis 1842 war Egers Landesrabbiner für die Gemeinden des Herzogtums Braunschweig.

### Jüdische Assimilation im Herzogtum Braunschweig
Nach dem Ende der napoleonischen Besatzung 1813 wurde die rechtliche Gleichstellung der Juden im 1814 neu gegründeten Herzogtum Braunschweig zunächst wieder aufgehoben. 1821 erhielten die Juden das Recht zur Aufnahme in Gilden und Zünften. Die allgemeine Schulpflicht für jüdische Kinder wurde 1827 eingeführt. Im Herbst 1828 wurde eine jüdische Schule errichtet. Im Zuge der Revolutionen von 1830 und 1848 folgten weitere Rechte, wie 1832 das Wahlrecht und das Recht in städtische Ämter gewählt zu werden. Im Jahre 1845 wurde der Kaufmann Ludwig Helfft (1793–1867) zum ersten jüdischen Stadtverordneten gewählt. Seit 1848 waren jüdisch-christliche Mischehen erlaubt. Trotz der hiermit erreichten rechtlichen Gleichstellung existierten weiterhin Diskriminierungen. Juden fanden praktisch keine Anstellung im herzoglichen Staatsdienst und jüdischen Anwälten blieb das Notariat, mit dem die Berechtigung zur Beurkundung von Rechtsvorgängen verbunden war, verwehrt. Erstmals 1908 wurde das Notariat dem jüdischen Rechtsanwalt Victor Heymann durch den Regenten Johann Albrecht erteilt. Dieser wies das folgende Gesuch des jüdischen Justizrats Spanjer-Herford jedoch zurück. Berufliche Diskriminierungen von Juden wurden 1919 mit der neuen Reichsverfassung abgeschafft.

#### Max Jüdel

Max Jüdel

Der erfolgreichste Braunschweiger Unternehmer in der Zeit vor dem Ersten Weltkrieg war der jüdische Kaufmann Max Jüdel (1845–1910), der 1873 zusammen mit Heinrich Büssing die international tätige Eisenbahnsignal-Bauanstalt Max Jüdel & Co gründete. Im Jahre 1908 zählte das 20 Jahre darauf in der Firma Siemens aufgegangene Unternehmen 1300 Mitarbeiter. Jüdel war Präsident der Industrie- und Handelskammer, Mitglied der Stadtverordnetenversammlung und verschiedener technischer und geselliger Vereinigungen und wurde 1905 mit dem selten verliehenen Titel eines Geheimen Kommerzienrates geehrt. Der Stadt Braunschweig vererbte der unverheiratete und kinderlose Jüdel sein beträchtliches Privatvermögen, darunter auch die Villa Jüdel.

#### Reformjudentum
Von 1842 bis 1884 war Levi Herzfeld (1810–1884) Rabbiner der Stadtgemeinde Braunschweig und seit 1843 Landesrabbiner. Er vertrat eine gemäßigt reformerische Richtung. Im Jahre 1844 fand in Braunschweig die von Abraham Geigers Reformplänen geprägte „Allgemeine deutsche Rabbinerkonferenz“ statt. Unter Herzfelds Rabbinat wurde 1875 die „Neue Synagoge“ eingeweiht. Auf Herzfeld folgte 1884 der Reformrabbiner Gutmann Rülf, der 1915 starb. Die weiteren Braunschweiger Landesrabbiner waren Paul Rieger (1915–1922), Hugo Schiff (1922–1925) und Kurt Wilhelm (1925–1929). Vom 1. April 1930 bis zum 31. März 1938 war Eugen Gärtner (1885–1980) letzter braunschweigischer Landesrabbiner und Rabbiner der Jüdischen Gemeinde Braunschweig. Er wanderte am 13. April 1938 in die USA aus.

#### Russische Einwanderung
Der Anteil der jüdischen Bevölkerung sank von ungefähr 1,2 Prozent zu Beginn des 19. Jahrhunderts auf 0,5 Prozent vor dem Ersten Weltkrieg. Im Jahr 1905 zählte die Jüdische Gemeinde der Stadt 853 Mitglieder. Auf die zwischen 1903 und 1906 in Russland wütenden Pogrome folgten in der Zeit bis 1910 mehrere Einwanderungswellen, die die Zahl der jüdischen Bevölkerung Braunschweigs zusammen mit der bestehenden Landflucht um rund 200 Personen erhöhte. Dieser Anteil von ca. 20 Prozent „Ostjuden“ war in Lebensstil und Kleidung der Kultur des osteuropäischen Schtetl verbunden. Ein Großteil der assimilierten Braunschweiger Juden, die unter anderem als Rechtsanwälte, Hochschullehrer oder Kaufleute tätig waren, fühlten sich durch die Zuwanderer in ihrer gesellschaftlichen Integration gefährdet. Diese Spaltung wurde durch das von den „Ostjuden“ in der Echternstraße errichtete „Ostjüdische Bethaus Bet-Israel“ vertieft.

### Zeit des Nationalsozialismus und Holocaust

#### Stadt und Freistaat Braunschweig in der Zeit des Nationalsozialismus
Bei den Wahlen zum 6. Braunschweigischen Landtag am 14. September 1930 erhielt die NSDAP 22,16 Prozent der Stimmen. Sie stellte damit die drittgrößte Fraktion nach der SPD und der Bürgerlichen Einheitsliste (BEL), einem Zusammenschluss nationalkonservativer (DNVP) und bürgerlich-konservativer (DVP, Zentrumspartei) Parteien und diverser Wirtschaftsverbände.
Als Folge dieses Ergebnisses wurde am 1. Oktober 1930 eine Koalitionsregierung aus NSDAP und DNVP unter Ministerpräsident Werner Küchenthal (BEL, später NSDAP) gebildet. Innenminister wurde zunächst Anton Franzen (NSDAP), der aber wegen eines Skandals bereits wenige Monate später von NSDAP-Parteimitglied Dietrich Klagges abgelöst würde. Spätestens von diesem Zeitpunkt an wuchsen Druck auf und Repressalien gegenüber der jüdischen Bevölkerung, die jetzt massiven öffentlichen Übergriffen z. B. durch SA oder SS ausgesetzt war. Aus diesem Grunde entschieden sich viele Braunschweiger Juden noch vor der Ernennung Hitlers zum Reichskanzler am 30. Januar 1933, auszuwandern.

#### Ausgrenzung

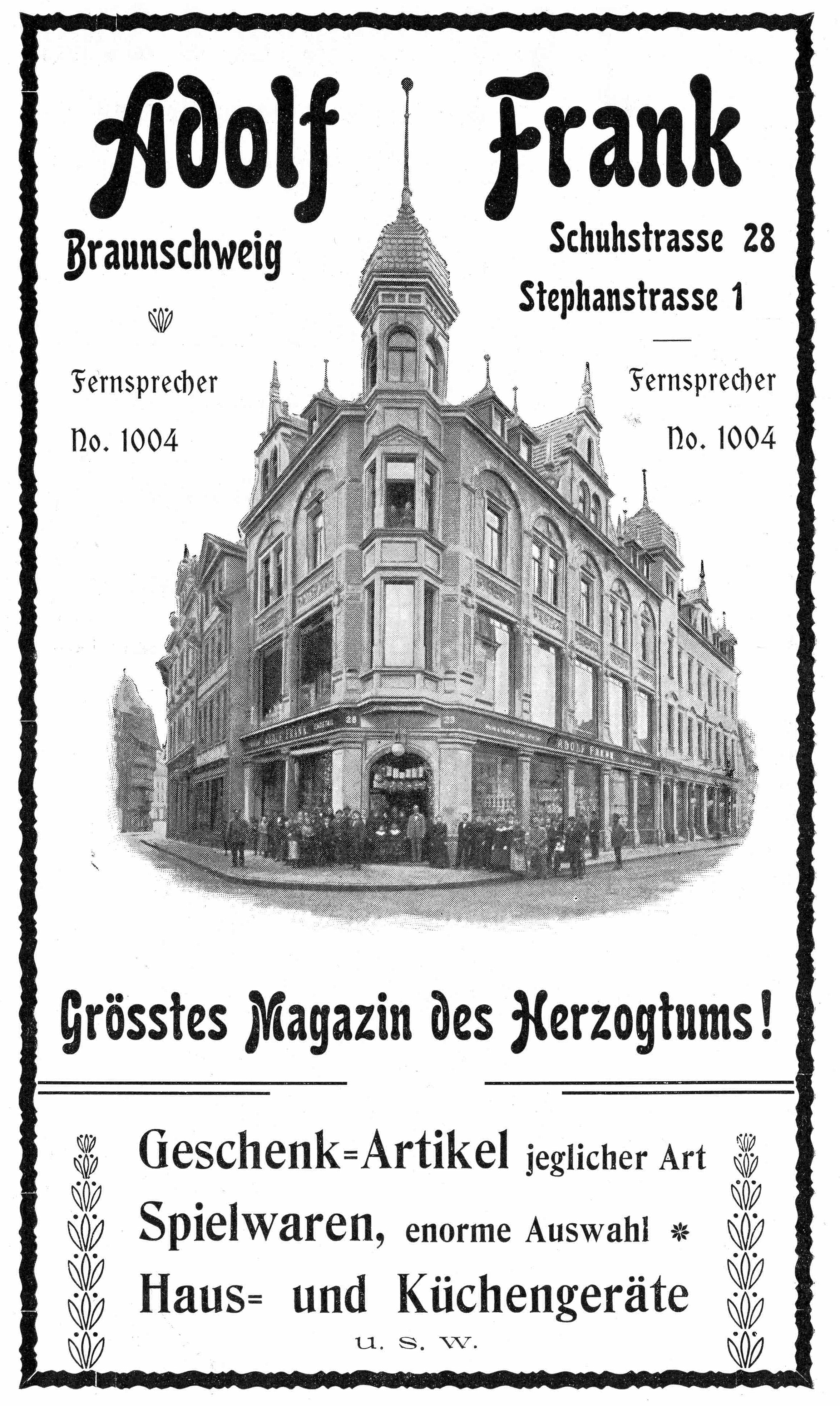
Kaufhaus Adolf Frank (Schuhstraße 28, Ecke Stephanstraße 1), um 1899.

Im Jahre 1933 zählte die Jüdische Gemeinde Braunschweig rund 950 Mitglieder. Die Zahl der sogenannten Rassejuden, wozu nach nationalsozialistischer Auffassung auch getaufte Juden oder Atheisten gehörten, lag bei rund 1150 Personen. Bereits wenige Wochen nach der Machtübernahme im Deutschen Reich kam es am 11. März 1933 in der Stadt zum – von der NS-Propaganda so genannten – „Warenhaussturm“, der sich gegen jüdische Geschäfte richtete und als „spontaner Ausdruck des Volkszorns“ inszeniert wurde. Dabei warfen SS-Männer in Zivilkleidung bei den Kaufhäusern Frank, Karstadt, Hamburger & Littauer zahlreiche Schaufenster ein und zerstörten Teile der Inneneinrichtungen. Diese von SS-Führer Friedrich Alpers organisierte und geleitete Aktion sollte „den Kommunisten“ angelastet werden. Damit die SS freie Hand für ihre Aktion hatte, hatte Innenminister Klagges vorab den Kommandeur der Schutzpolizei instruiert, Polizeistreifen von den Orten des Geschehens fernzuhalten, was auch geschah. Den Ausschreitungen in Braunschweig folgten ähnliche am 13. März in Breslau und am 15. in Leipzig. Am 1. April kam es zu einem reichsweiten Boykott jüdischer Geschäfte. In der Folge kam es zu „Arisierungen“ jüdischer Geschäfte, Banken und Praxen, wobei deren Eigentümer zum Verkauf an Nichtjuden, häufig NSDAP-Mitglieder, genötigt wurden. Das Gesetz zur Wiederherstellung des Berufsbeamtentums vom 7. April 1933 schloss die meisten Juden aus dem Staatsdienst aus. In der Folgezeit wurden auch jüdische Rechtsanwälte, Ärzte, Wissenschaftler und Künstler aus dem Berufsleben gedrängt. Mit den Nürnberger Gesetzen vom 15. September 1935 wurden Juden zu Menschen minderen Rechts degradiert; die Eheschließung zwischen Juden und Nichtjuden wurde verboten („Gesetz zum Schutze des deutschen Blutes und der deutschen Ehre“).

#### Verfolgung

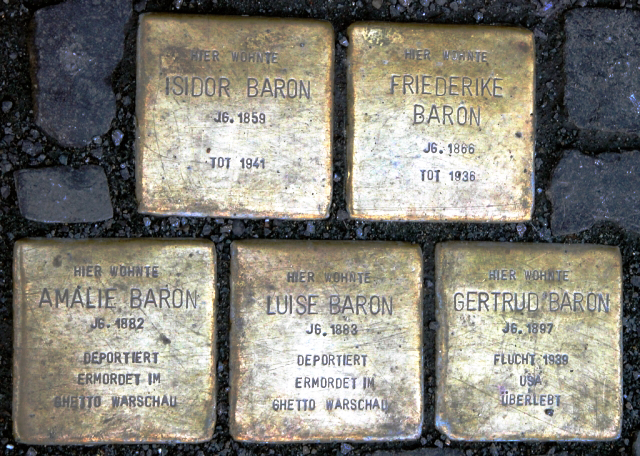
Stolpersteine in der Steinstraße 2 für die Familie Baron.

Während der reichsweiten staatlichen Terroraktionen der Novemberpogrome am 9. und 10. November 1938 kam es in Braunschweig zu antijüdischen Gewalttaten, die der SS-Führer Friedrich Jeckeln koordinierte. Trupps der SA und SS zerstörten und plünderten Geschäfte, Häuser und Wohnungen von Juden. Zerstört wurde auch das Restaurant Baron in der Steinstraße 2, das einzige koschere Restaurant der Stadt, an dessen ehemalige Besitzerfamilie fünf 2006 eingelassenen „Stolpersteine“ erinnern. Die Synagoge wurde geplündert und zerstört. Jüdische Männer wurden verhaftet und in das KZ Buchenwald deportiert, um sie zur Ausreise zu nötigen. Das Braunschweigische Innenministerium meldete kurz nach dem Pogrom, dass von den 1500 im Freistaat Braunschweig lebenden Juden noch 500 dort ansässig seien, von den in der Stadt lebenden waren noch 226 verblieben. Am 30. April 1939 hob ein Reichsgesetz den gesetzlichen Mieterschutz für Juden auf, die dadurch vielfach ihre Wohnungen verloren und in eines der Braunschweiger „Judenhäuser“ umziehen mussten. Diese hatte der Freistaat Braunschweig von jüdischen Emigranten gekauft. Sie befanden sich in der Ferdinandstraße 9, Meinhardshof 3, Neuer Weg 9, Hennebergstraße 7, Höhe 3, Hagenbrücke 6/7 und Am Gaußberg 1. Bis auf zwei Häuser wurden sie durch den Bombenkrieg zerstört.
Aufgrund der Verfolgung in der Zeit des Nationalsozialismus reduzierte sich die jüdische Bevölkerung Braunschweigs von ehemals ungefähr 1150 Personen im Jahre 1933 dramatisch. 1938 war die Zahl infolge von Entrechtung, Verfolgung und Vertreibung auf ca. 250 gesunken.

#### Deportation und Ermordung

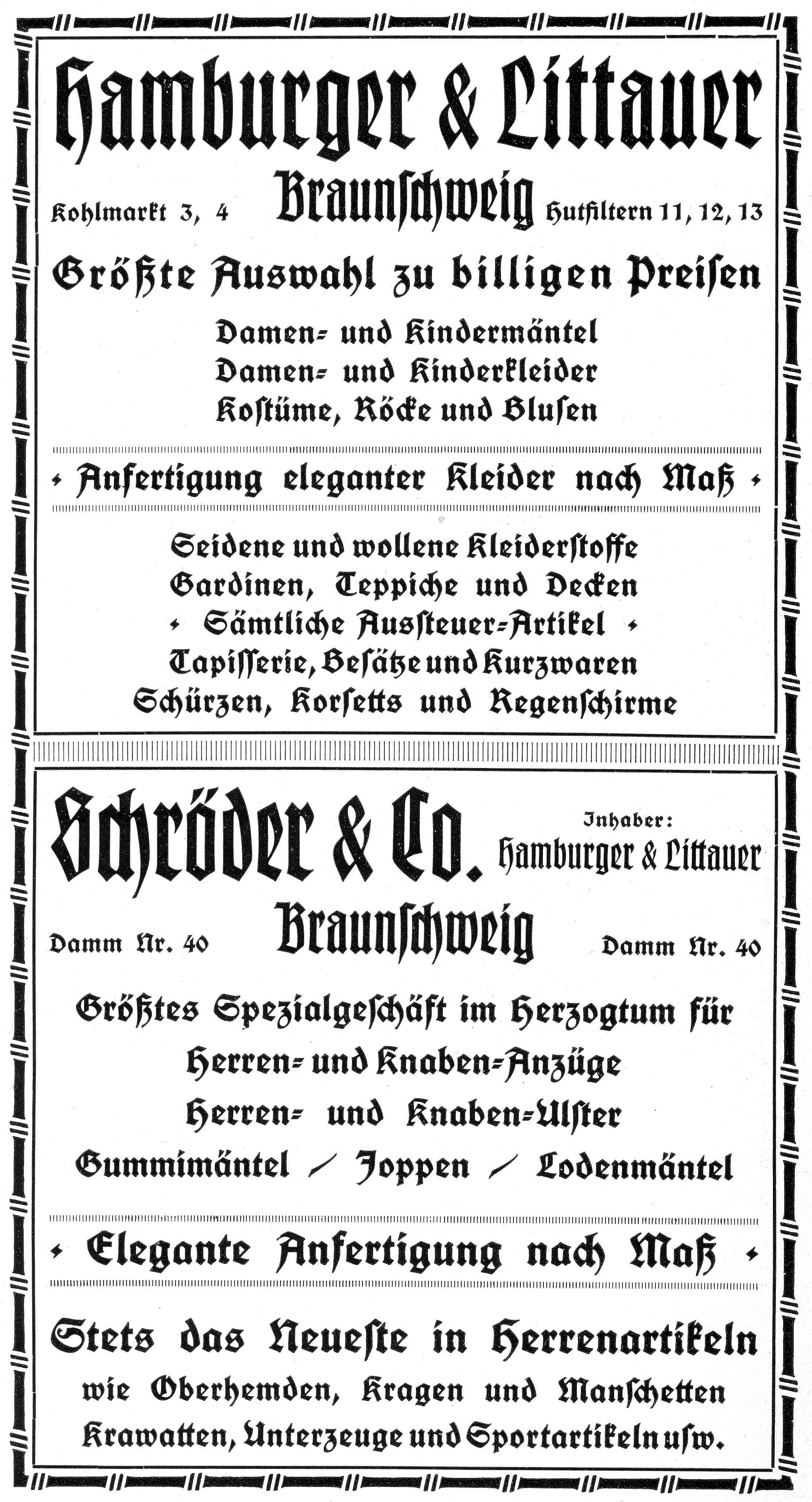
Werbung der beiden jüdischen Kaufhäuser Hamburger & Littauer (Kohlmarkt 3/4) sowie Schröder & Co. (Damm 40), um 1914.

Nach dem Beginn des Zweiten Weltkriegs erreichte die Verfolgung der Juden eine neue Stufe, die schließlich auf deren völlige Vernichtung abzielte. Seit dem 1. September 1941 hatten alle Juden einen gelben Stern sichtbar an der Kleidung zu tragen, jüdische Wohnungen mussten seit März 1942 ebenfalls mit einem „Judenstern“ kenntlich gemacht werden. Nachweislich wurden 196 Braunschweiger Juden in 12 Transporten in den Osten deportiert und ermordet. Die Deportationen führten am 21. Januar 1942 nach Riga, am 31. März 1942 nach Warschau, am 11. April 1942 in den Osten, am 6. Juli 1942 in das KZ Theresienstadt, am 11. Juli 1942 in das KZ Auschwitz, am 24. Juli 1942 nach Theresienstadt, am 3. Oktober 1942 und 2. März 1943 in den Osten, am 16. März 1943 nach Theresienstadt, im Mai und November 1943 in den Osten, am 15. November 1944 in das Lager Blankenburg und am 25. Februar 1945 nach Theresienstadt. Es wird allerdings davon ausgegangen, dass die Anzahl der Ermordeten erheblich höher liegt. Viele Braunschweiger Juden, die aus Alters- oder finanziellen Gründen nicht hatten ausreisen oder fliehen können, wählten kurz vor der Deportation den Suizid.

### Neugründung der Gemeinde nach 1945
Nach Kriegsende kehrten von den wenigen überlebenden braunschweigischen Juden einige zurück in ihre Heimatstadt. Zunächst wurden sie vom Kreissonderhilfeausschuss für KZ-Häftlinge betreut. Dieser beim Oberbürgermeister angesiedelte Ausschuss war 1945 auf Anweisung der Militärregierung gegründet worden und sicherte die Versorgung der Juden mit den notwendigsten Gütern. Ab September 1945 begann der Wiederaufbau der Gemeinde. Als Zentrum diente zunächst das Gemeindehaus, in dem früher der Rabbiner gewohnt hatte. Später wurde die Gemeinde Mitglied des 1949/1950 gegründeten Landesverbandes der jüdischen Gemeinden in Bremen und Niedersachsen und war eng mit der größeren Gemeinde in Hannover verbunden.
Sie bestand aus überlebenden Braunschweiger und hinzugezogenen Juden. Anfang 1953 waren es 57 Gemeindemitglieder, 1969 nur noch 39. Die Rückgabe des 1938 in der Folge der Novemberpogrome geraubten jüdischen Eigentums verlief in Braunschweig besonders langsam und hatte mit unerwarteten Widerständen zu kämpfen. Davon zeugen unzählige Prozesse, die von Überlebenden oder vom Jewish Trust Corporation Ltd. (JTC) gegen die Oberfinanzdirektion geführt wurden und die sich bis Ende der 1950er Jahre hinzogen.
Seit 1983 ist die jüdische Gemeinde in Braunschweig wieder rechtlich eigenständig. In diesem Jahr wurde im jüdischen Gemeindehaus in der Steinstraße ein eigener Betsaal neu errichtet.

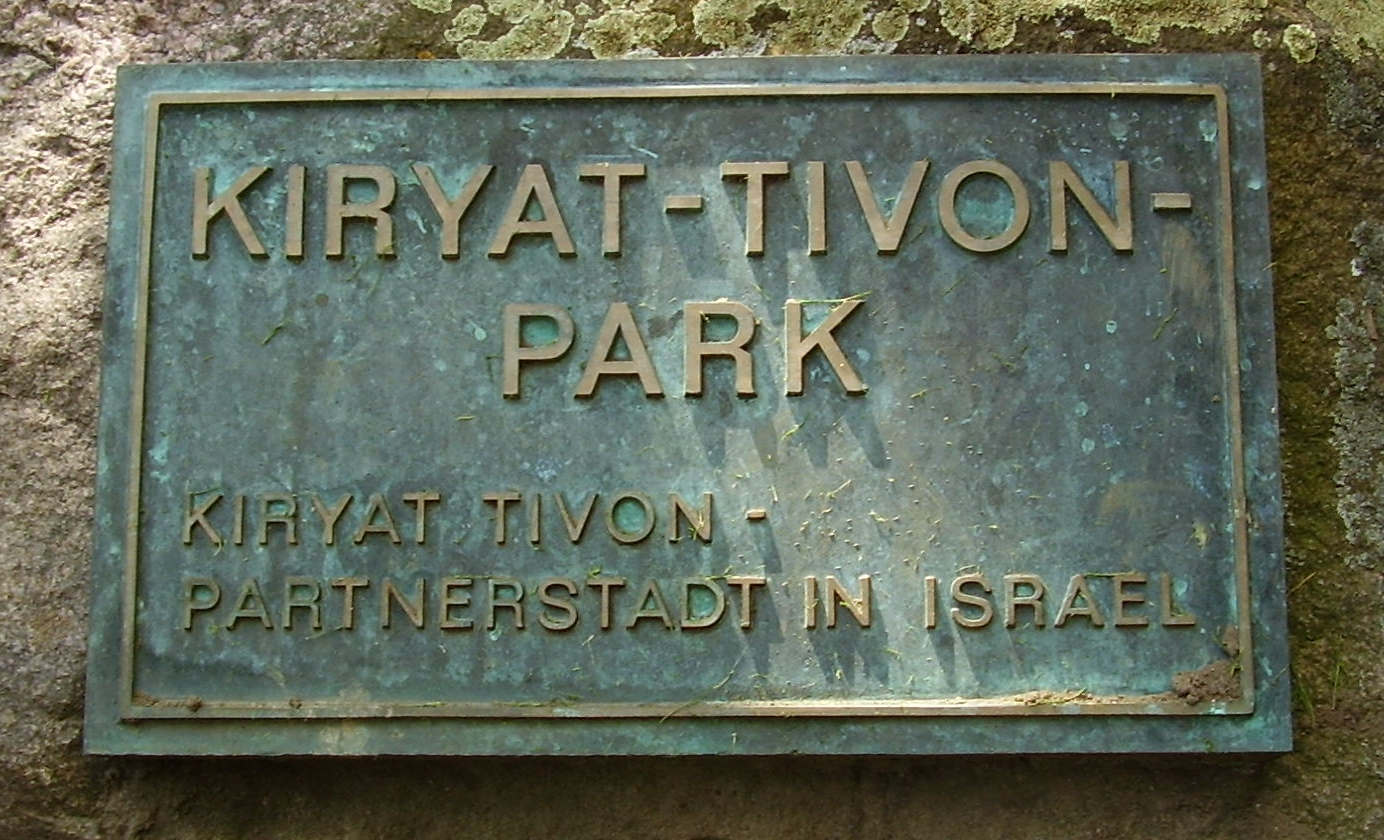
Tafel des „Kiryat-Tivon-Parks“, benannt nach der israelischen Partnerstadt Braunschweigs.

Im Jahr 2008 umfasste die Jüdische Gemeinde der Stadt knapp 600 Mitglieder. 1995 übernahm die Rabbinerin Bea Wyler die geistliche Leitung der Gemeinden in Oldenburg und Braunschweig. Das brachte die Gemeinde bundesweit in die Medien, denn Wyler war die erste in Deutschland nach dem Holocaust eingestellte Rabbinerin. Seit August 2002 ist der aus Hannover stammende Jonah Sievers Rabbiner der Jüdischen Gemeinde. Am 6. Dezember 2006 wurde die neue Braunschweiger Synagoge in der Steinstraße feierlich eingeweiht.
Seit 1968 gibt es Kontakte zwischen Braunschweig und der israelischen Stadt Kiryat Tivon. Im Jahre 1981 wurde ein Freundschaftsvertrag geschlossen und 1985/1986 in eine Städtepartnerschaft umgewandelt.

#### Antisemitismus nach 1945
Auch nach Ende der nationalsozialistischen Herrschaft kam es wiederholt zu antisemitischen Straftaten in der Stadt. So wurden in der Nacht zum 30. Dezember 1959 sowie zum 14. Januar 1960 antisemitische Parolen im Löns-Park in der Südstadt an ein Denkmal und an Häuserwände geschrieben. Am 5. Januar 1960 wurden bei Watenbüttel an der dortigen Brücke über den Mittellandkanal Hakenkreuze und die Aufschrift „Tod den Juden und ihren Helfern“ angebracht. Drei Tage darauf wurde das Treppenhaus der Firma Franke & Heidecke mit ähnlichen Parolen versehen, woraufhin die Jüdische Gemeinde einen Strafantrag beim Landgericht stellte. Die Täter konnten jedoch nicht ermittelt werden. Auf den jüdischen Friedhöfen kam es wiederholt zu Grabschändungen.

## Erinnerungsorte

### Jüdische Friedhöfe
Der erste nachweisbare jüdische Friedhof südlich von Melverode ist für 1584 belegt. Dieser bestand nur wenige Jahre und verfiel dann. Vermutlich gab es jedoch zuvor einen nicht mehr lokalisierbaren jüdischen Friedhof innerhalb Braunschweigs, der um 1430 zu klein geworden war. Aus diesem Grunde wurden 23 Braunschweiger Juden zwischen 1434 und 1457 auf dem 1405 erweiterten Hildesheimer Judenfriedhof bestattet. Während im Fürstentum Braunschweig-Wolfenbüttel jüdische Friedhöfe bereits 1724 in Wolfenbüttel und Holzminden, 1740 in Hehlen und in den folgenden Jahren in weiteren Orten eingerichtet wurden, fehlte in Braunschweig ein Begräbnisplatz bis zum Ende des 18. Jahrhunderts. Bis dahin wurde bevorzugt der Wolfenbütteler Judenfriedhof durch die Jüdische Gemeinde Braunschweig genutzt.

#### Alter Friedhof Hamburger Straße

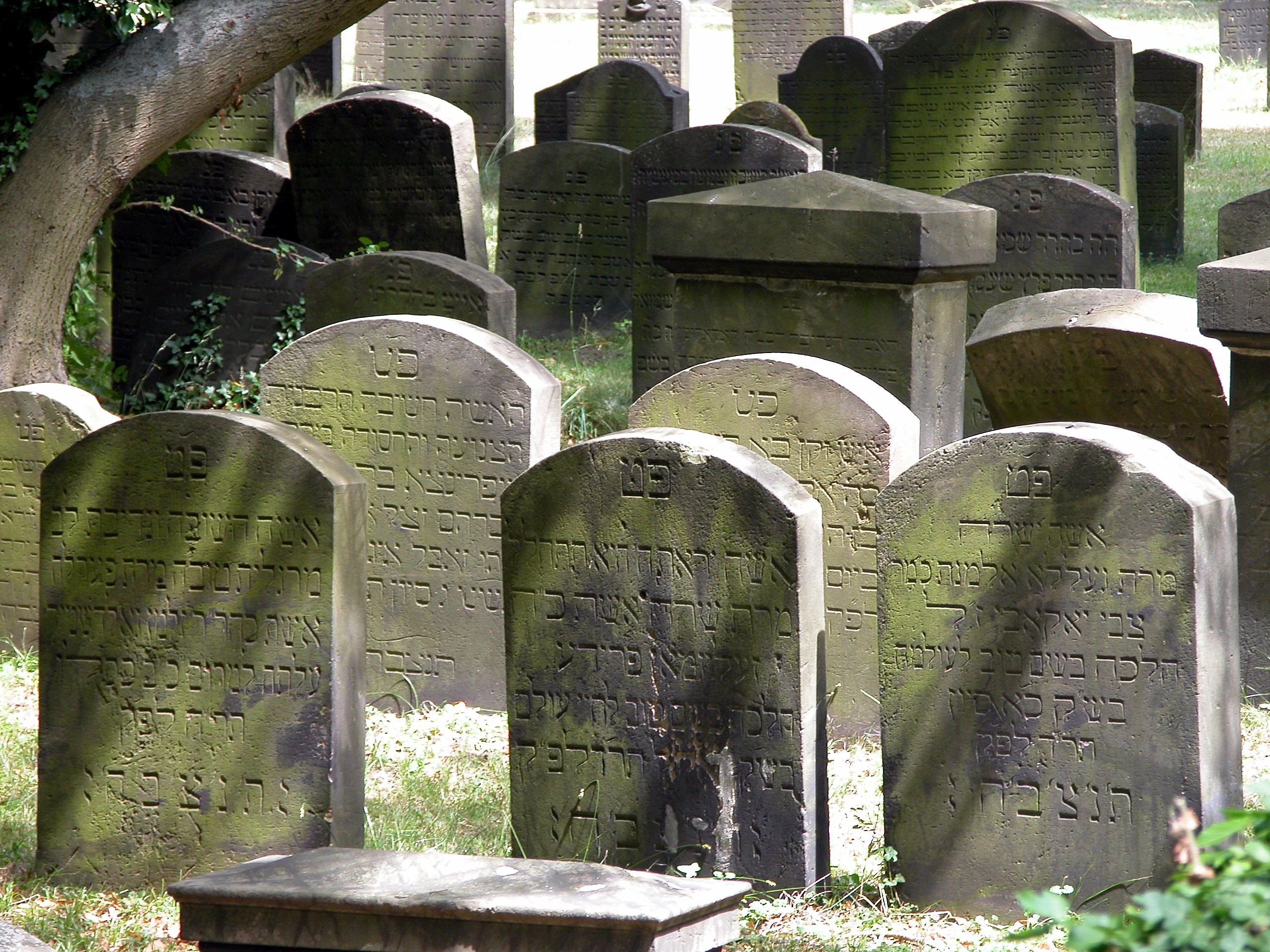
Alter jüdischer Friedhof Hamburger Straße (2008).

Der erste jüdische Friedhof wurde vor 1782, weit vor der damaligen Stadtgrenze, im Gartenland vor dem Wendentor an der heutigen Hamburger Straße angelegt. Nachdem er bald zu klein zu werden drohte, kaufte die Jüdische Gemeinde auf Vermittlung des Kammeragenten Israel Jacobson am 4. Mai 1797 ein Erweiterungsgrundstück dazu. Seit der Einrichtung dieses Friedhofs, kümmerte sich die Chewra Kadischa (aramäisch für „Heilige Bruderschaft“), eine besondere Gemeindegruppe, um die Einhaltung der jüdischen Bestattungsvorschriften gemäß der „Halacha“. 1836 wurde diese Bruderschaft als „Kranken- und Sterbeverein“ neu gegründet. Der kleine quadratische Begräbnisort war eingezäunt und mit einer Tür verschlossen. Im Jahre 1801 beklagte Jacobson Vandalismus am Friedhof, so dass um 1805 eine Umfassungsmauer errichtet wurde. Auch dieser Friedhof war bald wieder zu klein, sodass bereits dort 1843 die letzte Beerdigung stattfand. Weiteres Land wurde am 20. März 1851 erworben, womit eine gesamte Friedhofsfläche von 4.933 m² entstand. Die neue Teilfläche wurde bis 1869 genutzt. 1853 entstand eine Einfriedung beider Friedhofsteile. Im selben Jahr wurde eine neue Leichenhalle errichtet. Um 1910 waren fast sämtliche 900 Grabstellen belegt, 1912 waren schließlich nur noch neun Grabstellen frei, sodass sich die Gemeinde nach einem anderen Friedhof umsehen musste. Zu dieser Zeit lief bereits die Gestaltung des neuen jüdischen Friedhofs an der Helmstedter Straße. Bis zum Jahr 1939 wurden danach noch 20 Bestattungen, die letzte am 3. August des Jahres, auf dem alten Friedhof vorgenommen. Bemerkenswert ist, dass es der Jüdischen Gemeinde noch in einer so späten Phase der NS-Herrschaft gestattet wurde, ihre Toten wegen einer Straßenerweiterung vom alten auf den neuen Friedhof umzubetten. Im Zuge der Verbreiterung der Hamburger Straße mussten im August des Jahres 90 Grabstätten, die aus der Zeit um 1900 stammten, entfernt werden. Dies geschah in Abstimmung zwischen der Jüdischen Gemeinde und der Stadt Braunschweig sowie der „Reichsvertretung der Deutschen Juden“ in Berlin. Da nach jüdischem Ritus die Totenruhe nicht gestört werden darf – also auch keine Umbettung vorgenommen werden kann – schrieb die Reichsvertretung am 14. Juni 1939 an den Vorstand der Jüdischen Gemeinde:

„Die religionsgesetzlichen Vorschriften, wonach die Ruhe der Toten nach Möglichkeit gesichert werden soll, müssen hinter den staatlichen Rechtsvorschriften zurücktreten. Man muss nur im Einzelfall dahin trachten, daß alles nach Möglichkeit geschieht, was zu Gunsten unserer Toten getan werden kann.“

Im August wurden dann die 90 Grabstellen aufgelassen, die Toten exhumiert und zusammen mit den Grabsteinen zur Helmstedter Straße überführt und dort in einer neu angelegten Abteilung bestattet.

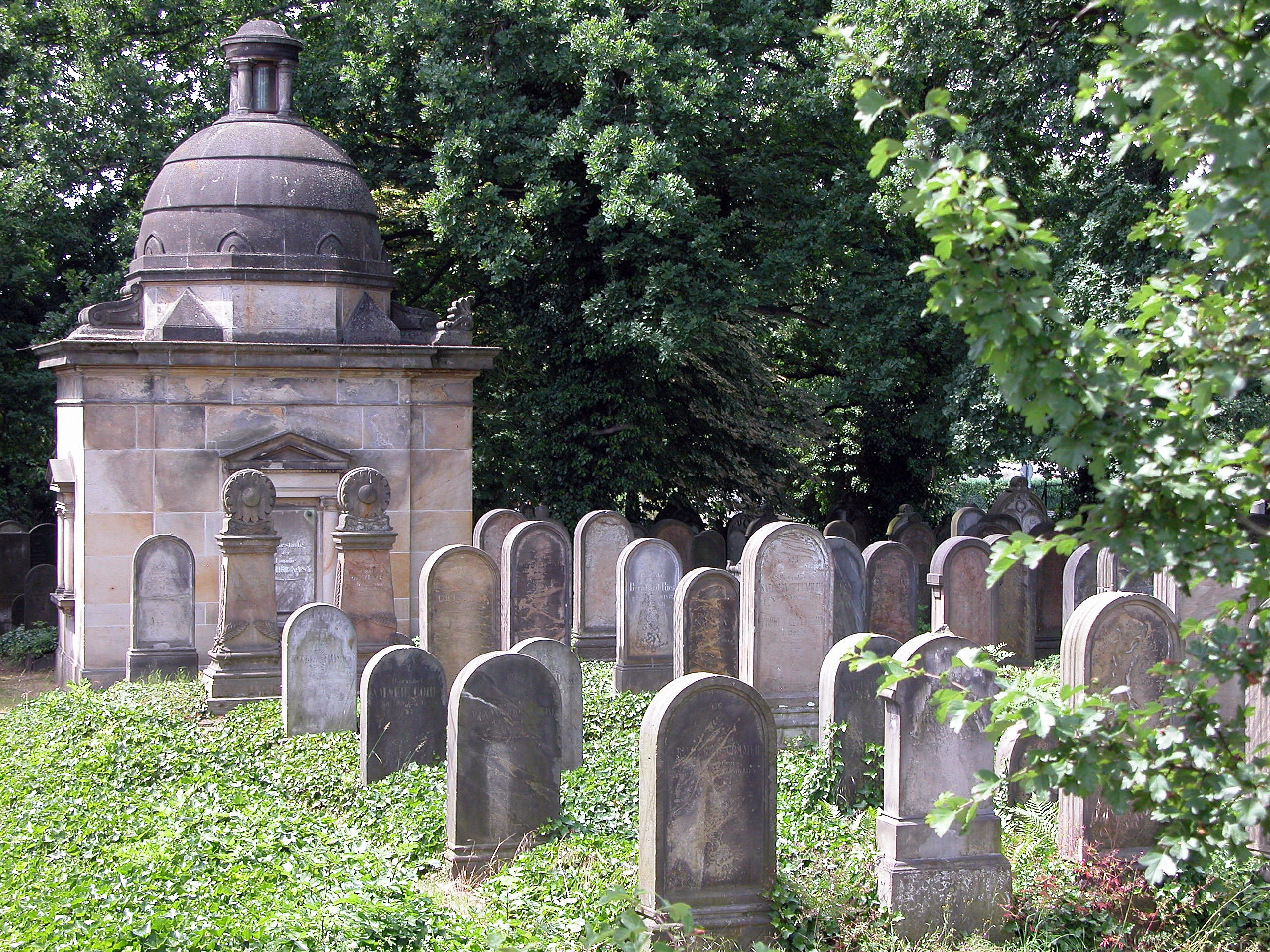
Mausoleum der Familie Aschkenasy (2008).

In welchem Umfang es während der Zeit des Nationalsozialismus zu Friedhofsschändungen kam, ist unbekannt. Durch kriegsbedingte Bombenschäden an der Umfassungsmauer und eine defekte Tür war der Friedhof in der Nachkriegszeit ungeschützt Zerstörungen ausgesetzt. Im Oktober 1950 wurden vom Land Niedersachsen Finanzmittel in Höhe von 6000 DM zur Sicherung und Instandsetzung des Friedhofs zur Verfügung gestellt. Die Arbeiten wurden im August 1951 beendet, wobei nicht alle umgestürzten Grabsteine aufgerichtet worden waren. In den Jahren 1956 und 1957 kam es zu Beschädigungen von Grabsteinen durch Jugendliche, woraufhin 1958 weitere Schutzmaßnahmen erfolgten. Zu erneuten Grabschändungen kam es 1978. Nach einer Schätzung befinden sich auf dem alten Friedhof ungefähr 930 Grabstellen. Erhalten sind mehr als 500 Grabsteine. Von 1999 bis 2001 wurde der alte Friedhof aufwendig instand gesetzt und unter anderem das dortige Mausoleum der Familie Aschkenasy restauriert.

#### Neuer Friedhof Helmstedter Straße
Im Jahre 1887 wurde der neue Centralfriedhof an der Helmstedter Straße eingeweiht. Der Stadtmagistrat trat an die katholische und die Jüdische Gemeinde mit dem Vorschlag heran, deren Begräbnisplätze benachbart anzubinden. Da der alte jüdische Friedhof nahezu voll belegt war, kam die Jüdische Gemeinde dem Vorschlag 1895 nach und erwarb ein 10.124 m² großes benachbartes Grundstück von der Klosterkammer Riddagshausen. Die unmittelbare Nachbarschaft christlicher und jüdischer Friedhöfe war für die damalige Zeit eine Besonderheit, demonstrierte sie doch die liberale Einstellung der Jüdischen Gemeinde Braunschweig, wie auch das Nachlassen der Judenfeindlichkeit in Deutschland.

„… die hervorragende Lage des neuen Friedhofs unmittelbar neben dem christlichen … [ist] ein Zeichen dafür, daß die Vorurteile schwinden und daß die Schranken, die so unüberwindbar schienen, fallen.“

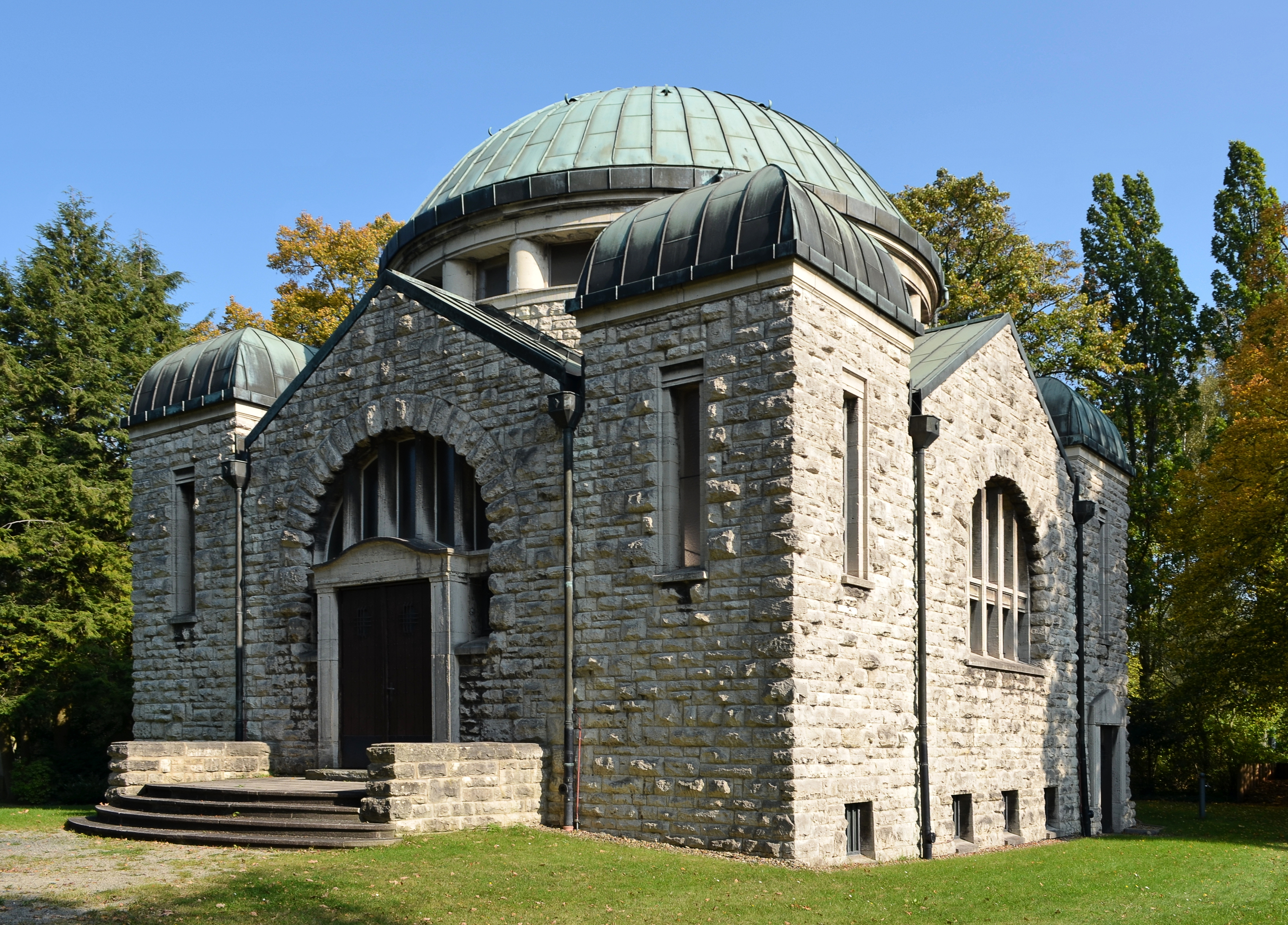
Kapelle von Georg Lübke auf dem Jüdischen Friedhof Helmstedter Straße

Seit 1909 wurde die Fläche nach Plänen des Architekten Georg Lübke gärtnerisch gestaltet. Dieser entwarf auch die 1914 eingeweihte jüdische Friedhofskapelle. Noch vor Inbetriebnahme des Friedhofs wurde 1908 eine Fläche von 4.473 m² hinzugekauft, da während dieser Zeit verstärkt Juden aus dem Russischen Reich zuwanderten. In der Anfangsphase hatte die jüdische Gemeinde die Verwaltung ihres Friedhofs dem Hauptfriedhof übertragen, erst später übernahm sie dieses Amt selbst. Die erste jüdische Bestattung auf dem neuen Friedhof fand 1913 statt. Ab Mai 1917 wurden diese regelmäßig vorgenommen. In der Zeit des Nationalsozialismus wurde die Inneneinrichtung der Friedhofskapelle 1938 durch Hitlerjungen zerstört. Am 7. März 1941 wurde die Jüdische Gemeinde zum Verkauf einer 9.263 m² großen Fläche gezwungen, was einer Enteignung gleichkam. Die Fläche wurde teilweise bebaut oder zur Anlage von Kriegsgräbern genutzt. Zu einem Ankauf der Restfläche durch die Stadt kam es jedoch nicht.
Nach dem Krieg wurde am 6. Oktober 1953 zwischen der Stadt Braunschweig und der jüdischen Treuhänderstelle Jewish Trust Corporation (JTC) ein Vergleichsvertrag unterzeichnet. Demzufolge galt „der Eigentumsverlust der Jüdischen Gemeinde Braunschweig … als nicht erfolgt“. Die JTC erhielt die Flächen und verkaufte diese, bis auf den Restfriedhof, direkt an die Stadt. Der 5.334 m² große Restfriedhof wurde von der JTC am 12. August 1959 der kleinen Jüdischen Gemeinde Braunschweig übereignet. In den Jahren 1954/1955 war dieser saniert worden, verkrautete jedoch in den Folgejahren so stark, dass 1978/1979 eine erneute Sanierung durchgeführt werden musste. Am 16. November 1958 wurde auf dem jüdischen Friedhof ein Gedenkstein für die Opfer der Jüdischen Gemeinde unter der nationalsozialistischen Herrschaft enthüllt. Eine weitere Gedenktafel erinnert an jüdische Zwangsarbeiter, die 1941 nach Braunschweig verschleppt wurden. Die geplünderte Trauerhalle war nach dem Krieg zusehends verfallen, wurde jedoch am 11. Juni 1981, nach aufwendiger Restaurierung auf Kosten der Stadt Braunschweig, wieder neu geweiht.

### Synagogen

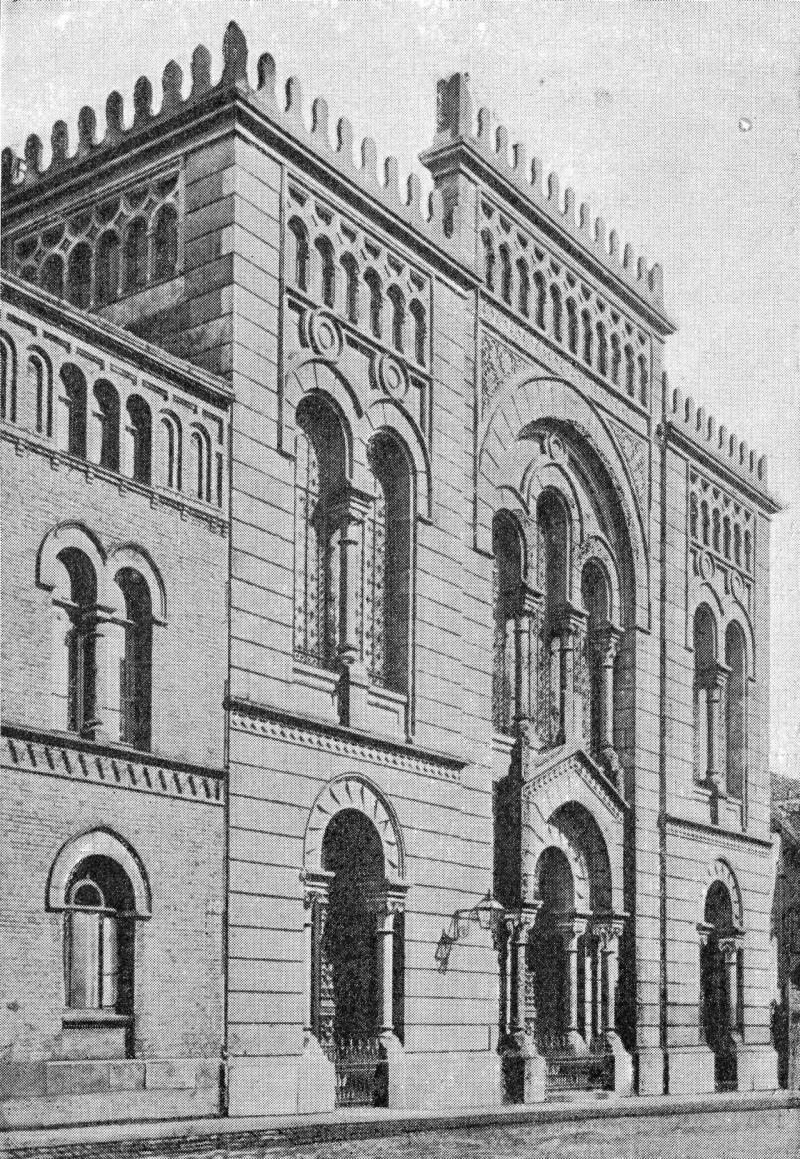
Die „Neue Synagoge“ im Jahre 1899, zerstört 1938

Im Mittelalter befand sich die Synagoge in der Jöddenstraße in der Neustadt. Von 1779 bis 1875 besaß die jüdische Gemeinde eine Synagoge im Hinterhof des Wohn- und Geschäftshauses am Kohlmarkt 12. Am 23. September 1875 wurde die von Constantin Uhde im romanisch-orientalischen Stil entworfene Neue Synagoge in der Alten Knochenhauerstraße eingeweiht. Ein Großteil der Bausumme wurde aus dem Vermächtnis des Hofbankiers Nathan Nathalion (1805–1864) finanziert. Die Synagoge wurde in der sogenannten Reichskristallnacht vom 9. auf den 10. November 1938 schwer beschädigt und im Dezember 1940 wegen Baufälligkeit abgerissen. Auf dem Gelände wurde umgehend ein noch heute bestehender Luftschutzbunker errichtet. 1976 wurde dort eine Gedenktafel zur Erinnerung an die zerstörte Synagoge angebracht. Das nur wenige Meter neben dem Gebäude in der Steinstraße stehende jüdische Gemeindehaus wurde 1983 wiedereröffnet. Es wurde dort eine Gedenktafel für die jüdischen Bürger eingeweiht, die zwischen 1933 und 1945 ihr Leben verloren. Seit dem 6. Dezember 2006 besteht eine neue Synagoge in der Steinstraße.

### Jüdisches Museum
Das Jüdische Museum geht auf die bereits 1746 öffentlich zugängliche Judaica-Sammlung des Hofjuden Alexander David zurück. Sie wurde durchgehend seit der Gründung des „Vaterländischen Museums“ im Jahre 1891 bis 1944 in dessen Räumen gezeigt. Auch während der Zeit des Nationalsozialismus war die Ausstellung öffentlich zugänglich, wobei allerdings die diskreditierende Beschriftung „Fremdkörper in der Deutschen Kultur“ angebracht wurde. Nach dem Ende des Zweiten Weltkriegs konnte die Sammlung aus Platzgründen zunächst nicht wieder gezeigt werden. Erst am 27. Oktober 1987 wurde die traditionsreiche Abteilung „Jüdisches Museum“ des Landesmuseums im Ausstellungszentrum Hinter Aegidien neu eröffnet. Zu den bedeutendsten Ausstellungsstücken gehört die 1925 aufgebaute Hornburger Synagoge.

### „Stolpersteine“
Am 9. März 2006 wurden die ersten elf „Stolpersteine“ in Braunschweig durch den Bildhauer Gunter Demnig an Orten verlegt, wo bis 1945 Juden gelebt haben. Heute (Stand Juni 2021) gibt es weit über 350 Stolpersteine im gesamten Stadtgebiet. Die Steine erinnern an den letzten frei gewählten Wohnort der durch die Nationalsozialisten verfolgten Braunschweiger Juden.